# Spodik

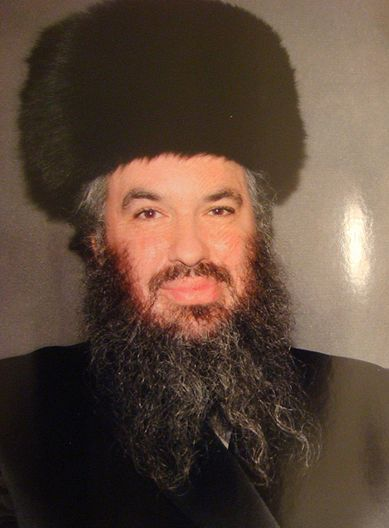
Izhbitza-Radzin met de traditionele bonten spodik

Een spodik (Jiddisch: ספּאָדﬠק, ספּאָדיק mv. ספּאָדﬠקעס, ספּאָדיקעס, spodekes, spodikes) is een traditionele bonten hoed die wordt gedragen door chassidische Joden. Chassidische Joden die hun wortels in Polen vinden, dragen de hoge, langwerpige donkerde spodik; groepen die afkomstig zijn uit Galicië, Hongarije of Roemenië dragen de kortere, bredere en bruinere sjtreimel. Het hoofddeksel wordt gedragen tijdens de sjabbat en feestelijke gebeurtenissen, en wordt uitsluitend gedragen door getrouwde mannen.
Het is niet duidelijk wanneer precies de gewoonte om een bonten hoed te dragen is ontstaan. De hoeden worden genoemd in 17e-eeuwse joodse teksten, vóór de tijd van Baal Shem Tov, de oprichter van het chassidische jodendom.